# أرماش (أرارات)
مدينة أرماش (بالأرمينية:Արմաշի) (بالإنجليزية: Armash)‏ هي إحدى المدن التابعة لمقاطعة أرارات في أرمينيا. يقدر عدد سكانها بـ 2694 نسمة حسب الإحصاء الذي جرى عام 2011.